# 기독교의 기도
기도는 기독교에서 매우 중요한 활동이며 여러 종류의 기도가 있다.
크리스천 기도는 다양하며 완전히 즉흥적으로 기도할 수도 있고, 정해진 기도 시간에 바치는 표준 시간을 담고 있는 성무일도서와 같은 본문에서 완전히 읽을 수도 있다. 기도하는 동안 일반적으로 손을 모으고, 머리를 숙이고, 무릎을 꿇는 것(종종 공동 예배에서 무릎을 꿇거나 개인 예배에서 프리듀의 무릎을 꿇는 자세), 절 등을 포함한 특정 동작이 기도에 수반된다. 영국 성공회는 성공회 기도문이 있다. 가장 전형적인 기도는 주님의 기도이다. (예: 마태복음 6:9-13)은 예수님이 그의 제자들에게 기도하는 것을 가르쳐주었다.
그리스도인들 사이에서 가장 흔한 기도는 "주기도문"이며, 복음서 기록(예: 마태복음 6:9-13)에 따르면 예수께서 제자들에게 기도하도록 가르치신 방식이다. 그리스도인들에게 매일 세 번 주기도문을 기도하라는 명령은 디다케 8장 2절 이하에 주어졌으며, 이는 구약성서, 특히 시편 55:17에 나오는 유대인의 하루 세 번 기도 관행에 영향을 받았다. "저녁과 아침과 정오"를 암시하며, 다니엘 6장 10절에서는 선지자 다니엘이 하루 세 번 기도한다. 따라서 초기 기독교인들은 히브리 전통에서 우세했던 이전 아미다 대신에 하루에 세 번씩 오전 9시, 오후 12시, 오후 3시에 주기도문을 낭송하게 되었다. 따라서 기독교에서는 많은 루터교와 성공회 교회가 하루에 세 번, 즉 아침, 정오, 저녁에 종탑에서 교회 종을 울려 기독교 신자들을 불러 주기도문을 낭송한다.
초대교회 때부터 일곱 번의 정해진 기도시간의 실천이 가르쳐졌다. 사도 전통에서 히폴리투스는 그리스도인들에게 하루에 일곱 번, “새벽에 일어날 때, 저녁 등불을 켤 때, 취침할 때, 자정에” 그리고 “하루 중 세 번째 시간, 여섯 번째 시간, 아홉 번째 시간, 즉 그리스도의 수난과 관련된 시간에 기도하라고 지시했다." 콥트교와 인도교 등 동양 정교회 기독교인들은 아그페야(Agpeya)와 셰히모(Shehimo)와 같은 성무일도를 사용하여 예수의 재림을 기대하며 동쪽을 바라보며 정해진 기도 시간에 하루 7번 정경 시간을 기도한다. 이 기독교 관습은 선지자 다윗이 하루에 일곱 번씩 하나님께 기도하는 시편 119:164에 뿌리를 두고 있다. 교회 종은 그리스도인들에게 이 시간에 기도하라고 명령한다. 기도하기 전에 그들은 깨끗하고 하나님께 최선을 다하기 위해 손과 얼굴을 씻는다. 거룩하신 하나님 앞에 기도를 드리고 있음을 인정하기 위해 신발을 벗는다. 이러한 기독교 종파와 다른 많은 종파에서도 여성이 기도할 때 기독교 머리 덮개를 착용하는 것이 관례이다. 많은 그리스도인들은 역사적으로 이 일곱 번의 기도 시간 동안 동쪽으로 기도하는 방향을 표시하기 위해 집의 동쪽 벽에 기독교 십자가를 걸어 왔다.
기독교 기도에는 두 가지 기본 설정이 있다: 공동(공개) 및 비공개이다. 공동 기도에는 예배 장소나 기타 공공 장소, 특히 많은 그리스도인이 함께 모이는 주일에 나누는 기도가 포함된다. 이러한 기도는 루터교 예배서와 공동 기도서에 포함된 예배식과 같은 공식적인 서면 기도일 수도 있고, 감리교 캠프 모임에서 제공되는 비공식 사정 기도나 즉석 기도일 수도 있다. 개인 기도는 개인이 가정에서 조용히 또는 큰 소리로 기도하는 가운데 이루어진다. 그리스도인의 개인 기도 생활에서 매일 묵상집과 기도서를 사용하는 것은 흔한 일이다. 서구 기독교에서 프리디외는 역사적으로 개인적인 기도를 위해 사용되어 왔으며 많은 기독교 가정은 이 제단이 놓인 지역에 가정 제단을 소유하고 있다. 동부 기독교에서 신자들은 종종 기도할 수 있는 성상 코너를 집의 동쪽 벽에 두곤 한다. 고대 의식주의자 사이에서는 포드루치니크(Podruchnik)으로 알려진 기도 깔개를 사용하여 부복하는 동안 얼굴과 손을 깨끗하게 유지한다. 신체의 이러한 부분은 십자가의 표시를 만드는 데 사용되기 때문이다. 종종 사적인 장소에서 행해지는 기독교의 자발적인 기도는 A.C.T.S로 축약되는 숭배, 통회, 감사 및 간구의 기본 형태를 따른다.

## 배경

손 성경에, 알브레 히트 듀레

## 같이 보기
- 기독교 신비주의